# Fusione del KPD e dell'SPD nel Partito Socialista Unificato di Germania

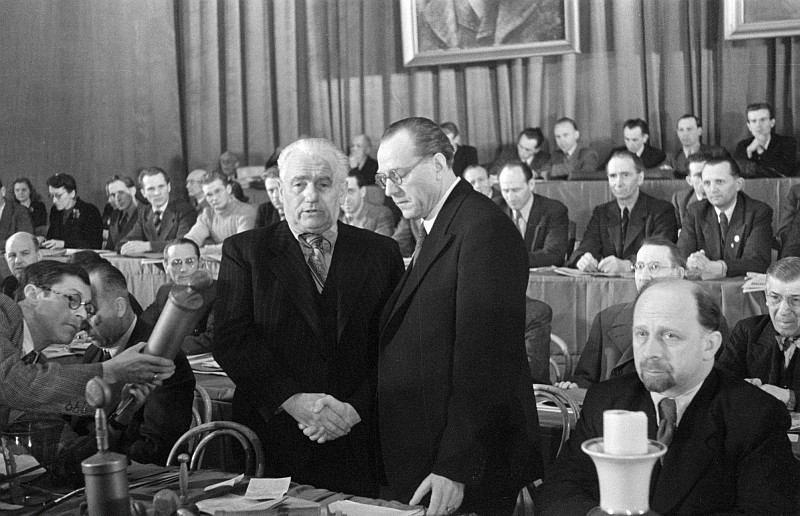
Wilhelm Pieck (KPD) e Otto Grotewohl (SPD) si stringono la mano durante il congresso dell'unificazione.

La fusione del Partito Comunista di Germania (KPD) e del Partito Socialdemocratico di Germania (SPD) nel Partito Socialista Unificato di Germania (SED) avvenne il 21 aprile del 1946 nella Zona di occupazione sovietica (SBZ). È considerata un'unione forzata (in tedesco Zwangsvereinigung), in quanto circa 5 000 socialdemocratici tedeschi contrari alla fusione furono arrestati e inviati in campi di lavoro o nelle prigioni.

## Contesto
Tra i vari circoli dei partiti operai del KPD e del SPD ci furono diverse interpretazioni delle ragioni dell'ascesa dei nazisti e al loro successo elettorale. Una parte dei socialdemocratici denunciò il ruolo distruttivo dei comunisti nella fase finale della Repubblica di Weimar. I comunisti consideravano i socialdemocratici socialfascisti (Sozialfaschisten). L'ostilità tra i due partiti, giunta al punto che in occasione del plebiscito sullo scioglimento del Landtag prussiano il KPD si mobilitò contro l'SPD congiuntamente ai partiti di destra, impedì un'opposizione efficace all'ascesa del regime nazista.
Nel 1945, ci furono richieste da entrambi i partiti per la creazione di un partito operaio unito. L'Amministrazione militare sovietica in Germania inizialmente si oppose all'idea poiché credeva che il Partito comunista, seguendo le guide sovietiche, avrebbe ottenuto una grande forza politica nella zona di occupazione sovietica. Tuttavia, i risultati delle elezioni in Ungheria e Austria nel novembre del 1945, e soprattutto le scarse prestazioni dei partiti comunisti, dimostrarono il bisogno urgente di un cambio di strategia del KPD. Sia Stalin che Walter Ulbricht, figura di spicco tra i comunisti tedeschi, riconobbero il "rischio Austria" (Gefahr Österreich) e lanciarono nel novembre del 1945 una campagna per forzare l'unificazione del KPD e dell'SPD per assicurare il ruolo guida di un partito comunista.

## Preparativi
Sotto la forte pressione delle forze d'occupazione sovietiche e della leadership del partito comunista, oltre al supporto di alcuni socialdemocratici di spicco, furono formati gruppi di lavoro e comitati a tutti i livelli dei due partiti, il cui scopo dichiarato era di creare un'unione solida. Molti socialdemocratici contrari furono arrestati agli inizi del 1946 in tutte le aree della zona di occupazione sovietica.
Il 1º marzo 1946, fu organizzata all'Admiralspalast di Berlino una conferenza caotica di ufficiali di partito del SPD, per iniziativa delle leadership del KPD e del SPD, con lo scopo di ottenere dei voti favorevoli alla proposta di fusione con il Partito Comunista. Il 14 marzo dello stesso anno, il Comitato centrale dell'SPD pubblicò una richiesta per un'unione con il KPD e fu indetta una votazione tra i membri dell'SPD per il 31 marzo a Berlino. Nel settore sovietico (noto successivamente come Berlino Est), i soldati sovietici sigillarono le urne dopo circa 30 minuti dall'apertura dei seggi e dispersero le persone in fila intenzionate a votare. A Berlino Ovest votò più del 70% degli iscritti al SPD ma l'82% respinse la proposta di una fusione immediata ("Sofortige Verschmelzung"). Tuttavia, al secondo turno per un'alleanza attiva ("Aktionsbündnis") con i comunisti, il 62% dei votanti approvò la mozione.

## Unificazione

La stretta di mano al centro del simbolo del SED rappresentava quella tra Pieck e Grotewohl al congresso d'unificazione.

Il 7 aprile del 1946, un gruppo di opposizione dell'SPD, contrario alla fusione nel settore occidentale di Berlino, si riunì in una scuola a Zehlendorf per una nuova conferenza del partito nella quale furono eletti alla leadership Karl Germer Jr., Franz Neumann e Curt Swolinzky. Nello stesso giorno, una conferenza dei delegati regionali della SBZ di entrambi i partiti prese una decisione a favore della fusione. Il 19 e il 20 ottobre a Berlino, la XV Conferenza dei comunisti e la XL dei socialdemocratici decisero in favore dell'istituzione del partito unico SED.
Il 21 e il 22 aprile del 1946 fu organizzata un altro congresso nella zona sovietica di Berlino all'Admiralspalast, al quale parteciparono i delegati dell'SPD e del KPD provenienti da tutta la SBZ, che intanto aveva incominciato lo sviluppo nella Repubblica Democratica Tedesca. L'unificazione del Partito socialdemocratico (della Germania orientale) e del Partito Comunista fu completata il 22 aprile 1946, dando vita al Partito Socialista Unificato di Germania. Il nuovo partito era composto da più di 1 000 iscritti, con il 47% proveniente dal KPD e il 53% dall'SPD, e tra questi, 230 delegati provenivano dalle zone d'occupazione dell'ovest. Tuttavia, 106 delegati occidentali dell'SPD non avevano alcun mandato democratico per sostenere la fusione, poiché l'unione tra i due partiti era stata respinta a Zehlendorf.
La fusione fu approvata all'unanimità e il nuovo partito avrebbe avuto una rappresentazione equa delle due parti, una da ognuno dei partiti a tutti i livelli. I dirigenti del partito furono Wilhelm Pieck (KPD) e Otto Grotewohl (SPD) mentre i loro deputati furono Walter Ulbricht (KPD) e Max Fechner (SPD). In seguito a questo congresso speciale, i membri dei partiti originari poterono trasferirsi al SED con una semplice firma.
Sebbene la parità di potere e posizione tra gli iscritti dei due ex-partiti continuò ad essere applicata per un paio d'anni, a partire dal 1949 il gruppo dell'SPD iniziò ad essere marginato. Tra il 1948 e 1951 fu abbandonata la "rappresentanza equa" quando gli ex membri dell'SPD furono cacciati, denunciati come gli "agenti di Schumacher", soggetti a diffamazione, purgati e imprigionati, in modo tale da costringerli al silenzio. Le cariche influenti all'interno del SED furono assegnate quasi esclusivamente agli ex membri del KPD.

## Caso di Berlino

Le quattro zone di occupazione di Berlino stabilite nel 1945

Gli accordi tra le potenze occupanti riguardo Berlino conferirono alla città uno status speciale (Viermächte-Status) che differenziava il settore sovietico di Berlino dalla zona di occupazione sovietica della Germania. L'SPD sfruttò tale caratteristica per indire un referendum interno sulla fusione, utilizzando il voto segreto, in tutta Berlino. Il referendum fu soppresso nel settore sovietico il 31 marzo 1946, ma continuò nel settore occidentale portando alla vittoria i contrari con l'82% dei voti. La fusione del KPD e dell'SPD nel SED interessò quindi solamente il settore sovietico ma verso la fine di maggio del 1946, gli Alleati raggiunsero un compromesso: le potenze occidentali permise al SED di operare a ovest, mentre in cambio l'Amministrazione militare sovietica concesse all'SPD di tornare nel settore est di Berlino.Tuttavia, ciò non significò che l'SPD avesse potuto operare indisturbato come un partito politico a Berlino Est. In seguito al elezioni del 20 ottobre 1946 per il Consiglio cittadino della Grande Berlino, l'SPD ottenne il 48,7 % dei voti mentre il SED il 19,8%. Tra gli altri partiti principali vi erano l'Unione Cristiano-Democratica con il 22,2% e il Partito Libera-Democratico con il 9,3%.
Dopo l'elezione del consiglio cittadino del 1946, la SMAD e il SED divisero Berlino: nel 1947 il comandante sovietico della città pose il veto sull'elezione di Ernst Reuter a sindaco. Tale azione fu seguita da un'esplosione nell'edificio del Consiglio cittadino e le dimissioni del comandante sovietico dalla Kommandatura Alleata nel 1948, un preludio al blocco di Berlino da parte dell'Unione Sovietica.
L'SPD continuò invece ad esistere nel settore orientale, ma le basi della sua esistenza furono notevolmente cambiate, dato che gli era stata vietata ogni attività pubblica e che la sua partecipazione alle elezioni era bloccata dal Fronte Nazionale del SED. Tuttavia, alcuni iscritti all'SPD continuarono ad essere politicamente attivi, in particolare Kurt Neubauer, ovvero il presidente regionale dell'SPD a Friedrichshain, fu eletto al Bundestag dove rimase in carica dal 1º febbraio 1952 al 16 aprile 1963 come l'unico membro ad avere la residenza nella SBZ. Fu soltanto nell'agosto del 1961, pochi giorni dopo l'erezione del muro di Berlino, che il partito chiuse il suo ufficio a Berlino Est.
Oltre per la costruzione del muro, prima della riunificazione nel 1990, il SED giocò a ovest solamente un ruolo marginale, anche dopo aver cambiato il nome per motivi di localizzazione, in Partito Socialista Unificato di Berlino Ovest. Anche dopo gli eventi del 1968 ogni influenza del partito a ovest si rivelò effimera.

## Caso della Turingia
Al contrario di Berlino, per cui i risultati elettorali mostravano la maggioranza dell'SPD contraria alla fusione con il KPD, lo storico Steffen Kachel aveva identificato un risultato differente nella Turingia, dove per la maggior parte del tempo la sinistra aveva avuto un maggior sostegno popolare. A Berlino e a livello nazionale, l'SPD aveva già avuto delle esperienza di governo durante la Repubblica di Weimar. Specialmente per quanto riguarda le politiche cittadine di Berlino, il KPD ebbe un ruolo attivo e costruttivo nell'opposizione prima del 1933. La rivalità tra l'SPD e il KPD era profondamente radicata ma in Turingia, la relazione tra i due partiti era più collaborativa: nel 1923 c'è stata anche una breve coalizione nel governo regionale durante la crisi economica dell'epoca. Dopo il 1933, la collaborazione tra l'SPD e il KPD nella Turingia fu prolungata durante la Germania nazista (quando furono entrambi messi al bando) e fino alla rottura nel 1945 con l'approccio stalinista per la creazione del SED.

## Composizione del partito al momento della fusione
Nella zona di occupazione sovietica (ad eccezione della Grande Berlino), la composizione del SED era la seguente:
- KPD: 624 000 iscritti (aprile 1946)
- SPD: 695 000 iscritti (31 marzo 1946)
- SED: 1 297 600 iscritti (aprile 1946)

Il fatto che la composizione totale dopo l'unione del SED fosse inferiore di 20 000 iscritti rispetto alla somma dei membri dei due partiti iniziali indica che migliaia di socialdemocratici esitarono a firmare il loro trasferimento al SED.
Tra i membri dell'SPD, il rifiuto della fusione era molto più accentuato nella Grande Berlino, e fu proprio qui che la più alta percentuale dei socialdemocratici non si iscrisse al nuovo partito:
- KPD, Berlino: 75 000 iscritti (aprile 1946)
- SPD, Berlino: 50 000 iscritti (31 marzo 1946)
- SED, Berlino: 99 000 iscritti (aprile 1946)

Durante i due anni successivi alla fusione, il numero complessivo degli iscritti al SED aumentò in maniera significativa da 1 297 600 a circa 2 milioni in tutta la Germania Est nell'estate del 1948, probabilmente in seguito al ritorno dall'URSS dei prigionieri di guerra o al ripensamento degli ex membri dell'SPD inizialmente contrari alla fusione.

## Conseguenze
Ai socialdemocratici contrari alla fusione fu impedito dall'amministrazione sovietica di rifondare un partito socialdemocratico indipendente nella SBZ. Sei mesi dopo la fusione SPD-KPD, nelle elezioni statali del 1946, il nuovo partito unificato dei lavoratori non raccolse il gran numero di voti inizialmente previsto: nonostante il grande supporto delle autorità occupanti, il SED non riuscì a raggiungere una maggioranza complessiva in nessuna delle legislature regionali. Nel Meclemburgo e nella Turingia, i loro voti non raggiunsero di poco il 50% richiesto, ma in Sassonia-Anhalt e nel Brandeburgo, i "borghesi" CDU e LDP ottennero un supporto elettorale sufficiente per formare delle coalizioni di governo. Ancora più deludente per il SED è stato il risultato ottenuto nella Grande Berlino, dove ottenne solamente il 19,8% dei voti, nonostante gli sforzi delle autorità.
Nelle elezioni successive, il sistema elettorale fu riformato introducendo la "lista singola". Dalle elezioni del 1950, agli elettori veniva presentata una sola lista dal Fronte Nazionale, controllato dal Partito Socialista Unificato, con un solo candidato. Gli elettori prendevano semplicemente la scheda per poi inserirla nell'urla. Coloro che volevano votare contro il candidato dovevano recarsi una cabina separata, senza alcuna riservatezza. I seggi venivano affidati in base ad una quota prestabilita e non secondo il totale dei voti ricevuti. Assicurandosi che i propri candidati dominassero la lista, il SED predeterminò effettivamente la composizione della Camera del Popolo. Il vantaggio del nuovo sistema elettorale della RDT, nel 1950, fu evidente grazie ad una percentuale del 99,6 % favorevole al SED con un'affluenza del 98,5%.
Dopo il 1946, i membri dell'SPD che parlarono in opposizione alla fusione furono costretti a dimettersi. Alcuni subirono delle persecuzioni politiche mentre altri fuggirono dal Paese. Molti rimasero attivi con le loro convinzioni politiche all'interno dell'Ufficio orientale dell'SPD, che continuò il proprio lavoro politico con i leader di partito e gli iscritti che avevano lasciato il Paese.
Il Partito socialdemocratico verrà riabilitato nella RDT solamente nell'ottobre del 1989, candidandosi alle prime elezioni libere del 1990 e ottenendo il 21,9% dei voti. A ottobre dello stesso anno, l'SPD orientale si unì con quello della Germania Ovest nel contesto della riunificazione tedesca.